# Liliana Heker
Liliana Heker (Buenos Aires, 9 de febrero de 1943) es una cuentista, novelista y ensayista argentina.

## Trayectoria
Aunque cursó estudios de Física en la Universidad de Buenos Aires, Heker se inició muy temprano en la literatura. A los 16 años envió una carta y un poema a la revista literaria El grillo de papel, fundada y dirigida por Abelardo Castillo, en respuesta a una convocatoria lanzada en el editorial. Castillo se encontró con ella al día siguiente y, tras decirle que «el poema es pésimo, pero por la carta se nota que sos una escritora», le propuso integrarse a la revista, llegó a ser secretaria de Redacción.
En 1961, luego de que la revista fuera prohibida por un decreto de Arturo Frondizi junto a otras publicaciones, fundó con Castillo El escarabajo de oro, de la que al principio fue secretaria de Redacción y, desde 1964, subdirectora. Con 48 números que aparecieron hasta 1974, la revista fue una de las más emblemáticas de la década del '60, con fuerte proyección latinoamericana. Formaron parte de su consejo de colaboradores Julio Cortázar, Carlos Fuentes, Miguel Ángel Asturias, Augusto Roa Bastos, Juan Goytisolo, Félix Grande, Ernesto Sabato, Roberto Fernández Retamar, Beatriz Guido, Dalmiro Sáenz y más. Publicaron sus primeras obras allí Ricardo Piglia, Sylvia Iparraguirre, Humberto Costantini, Miguel Briante, Jorge Asís, Alejandra Pizarnik, Isidoro Blaisten y Bernardo Jobson.
En 1977, con Castillo y Sylvia Iparraguirre, fundó y codirigió la revista El Ornitorrinco, publicada hasta 1984, funcionó como uno de los espacios emblemáticos de resistencia cultural durante la dictadura militar. Desde esta revista, Heker sostuvo en 1980 su célebre polémica con Cortázar, acerca de la situación de los escritores residentes en el país y de aquellos exiliados.
Su primer libro de cuentos, Los que vieron la zarza, obtuvo en 1966 la Mención Única del Concurso de Literatura Hispanoamericana, fue publicado ese año. Luego publicó Acuario (1972), Un resplandor que se apagó en el mundo (tríptico de nouvelles, 1977) y Las peras del mal (1982). En 1987 editó Zona de clivaje, su primera novela, seguida de Los bordes de lo real (1991), volumen que reúne, prologados y reordenados, sus tres primeros libros de cuentos. Su segunda novela, El fin de la historia (1996), provocó otra polémica a raíz de su forma de abordar la situación política de los '60. Años después, reunió textos críticos en Las hermanas de Shakespeare, (1999). Tras otro libro de cuentos, La crueldad de la vida (2001), en 2003 apareció Diálogos sobre la vida y la muerte que incluye, entre otras, entrevistas a Jorge Luis Borges, Roberto Fontanarrosa, Abelardo Castillo, Eduardo Pavlovsky, Lucila Pelento, Marcelino Cereijido y Ana María Shúa. 
Tras unos años de silencio editorial, en 2011 volvió al cuento con La muerte de Dios, además de colaborar en trabajos críticos con otros autores, como Cuerpos de papel (reeditado como Siluetas de papel) y Represión y reconstrucción de una cultura. En 2016 se publicó Cuentos reunidos, con prólogo de Samanta Schweblin, que reúne todos sus cuentos publicados y algunos inéditos, reordenados y revisados. En 2019 publicó su último libro, La trastienda de la escritura, en el que comenta y analiza su proceso creativo y su experiencia en su taller literario, que coordina desde 1978 y donde se formaron muchos de los nuevos narradores argentinos, como Samanta Schweblin, Pablo Ramos o Guillermo Martínez.
Las traducciones de sus cuentos al inglés, alemán, francés, ruso, turco, serbio, holandés, y farsi, se incluyen en diversas antologías. Su novela El fin de la historia fue traducida al inglés por Andrea Labinger y publicada por Editorial Biblioasis (Canadá, 2012). La Universidad de Yale publicó una amplia selección de sus cuentos, traducidos al inglés por Alberto Manguel y Miranda France (Please talk to me, Yale University Press, 2015). En 2008 se publicó en Israel una selección de sus cuentos traducidos al hebreo.

## Obras
Cuentos
- Los que vieron la zarza (Editorial Jorge Álvarez 1966).
- Acuario (Centro Editor de América Latina, Buenos Aires 1972).
- Un resplandor que se apagó en el mundo (Editorial Sudamericana 1977). Tríptico de novelas cortas.
- Las peras del mal (1ª edición). Editorial de Belgrano. 1982. ISBN 978-950-577-081-6.
- Los bordes de lo real (1ª edición). Aguilar, Altea, Taurus, Alfaguara. 1991. ISBN 978-950-511-124-4. Primera edición de sus cuentos completos.
- La crueldad de la vida (1ª edición). Aguilar, Altea, Taurus, Alfaguara. 2001. ISBN 978-950-511-735-2.
- Cuentos (1ª edición). Punto de Lectura. 2004. ISBN 978-987-1106-70-7. Segunda edición de sus cuentos completos.
- Liliana Heker (1ª edición). Desde la Gente. 2006. ISBN 978-950-860-190-2.
- La muerte de Dios (1ª edición). Aguilar, Altea, Taurus, Alfaguara. 2011. ISBN 978-987-04-2178-8.
- Cuentos reunidos (1ª edición). Alfaguara. 2016. ISBN 978-987-738-285-3. Reúne todos sus cuentos publicados y algunos inéditos.

Novelas
- Zona de clivaje (1ª edición). Legasa. 1987. ISBN 978-950-600-109-4.
- El fin de la historia (1ª edición). Aguilar, Altea, Taurus, Alfaguara. 1996. ISBN 978-950-511-240-1.[14][15]
- Noticias sobre el iceberg (1ª edición). Alfaguara. 2024. ISBN 978-631-301-059-2.

Ensayos
- Las hermanas de Shakespeare (1ª edición). Aguilar, Altea, Taurus, Alfaguara. 1999. ISBN 978-950-511-458-0.
- Diálogos sobre la vida y la muerte (1ª edición). Aguilar, Altea, Taurus, Alfaguara. 2003. ISBN 978-950-511-859-5. Entrevistas.
- Cuerpos de papel (1ª edición). Universidad Nacional de Tucumán. 2011. ISBN 978-950-554-697-8. Antología de trabajos críticos de diferentes autores coordinada por Carmen Noemí Perilli y María Jesús Benites. Publicada por Corregidor como Siluetas de papel.
- Represión y reconstrucción de una cultura (1ª edición). Eudeba. 2014. ISBN 978-950-23-2375-6. Antología de trabajos de Hipólito Solari Yrigoyen, Tulio Halperín Donghi, Mónica Peralta Ramos, José Pablo Feinmann, Luis Gregorich, Juan Carlos Martini, Noé Jitrik, Jorge Lafforgue, León Rozitchner, Tomás Eloy Martínez, Liliana Heker, Osvaldo Bayer y Santiago Kovadloff.
- La trastienda de la escritura (1ª edición). Alfaguara. 2019. ISBN 978-987-738-631-8.
- Diálogos sobre la vida y la muerte (1ª edición). Hugo Benjamín. 2024. ISBN 978-631-654-809-2. Entrevistas. Edición Actualizada.

Antologías
- Cuentos de aprendizaje (1ª edición). Cántaro. 2011. ISBN 978-950-753-284-9. En coautoría con Antonio Dal Masetto y Daniel Moyano.
- Palabras de mujer (1ª edición). La Estación. 2012. ISBN 978-987-1652-95-2. Reúne escritos la autora y de Rosa Montero, Isabel Allende, Carmen Laforet, Ángeles Mastretta, Adela Basch y Clarice Lispector.
- Cuentos de aprendizaje (2ª edición). Cántaro. 2017. ISBN 978-950-753-450-8. Reúne trabajos de la autora y Antonio Dal Masetto, Daniel Moyano, Silvina Ocampo, María Esther de Miguel, Marcelo Birmajer, Julio Cortázar y Abelardo Castillo.
- Cuentos latinoamericanos. Mágicos y realistas (1ª ed. 2ª reimp. edición). La Estación. 2018. ISBN 978-987-1935-64-2. Antología. Autores: Sylvia Iparraguirre, Mario Vargas Llosa, Héctor Tizón, Juan Rulfo, Liliana Heker, Gabriel García Márquez y Ángeles Mastretta.

## Premios
- Mención Única del Premio Casa de las Américas 1966 por Los que vieron la zarza.
- Faja de Honor otorgada por la SADE (Sociedad Argentina de Escritores), 1967
- Primer Premio Municipal de Novela (Buenos Aires) 1986-1987 por Zona de Clivaje.
- Premio Esteban Echeverría
- Premio Konex - Diploma al Mérito 1994 en "Cuento, quinquenio 1989 - 1993", otorgado por la Fundación Konex.[16]
- Premio Konex de Platino 2014 en "Cuento, quinquenio 2009 - 2013", otorgado por la Fundación Konex
- Primer Premio Nacional de Literatura, en Cuento y Relato. 2014 - 2017
- Personalidad Destacada en el ámbito de la Cultura, otorgado por la Legislatura de la Ciudad de Buenos Aires. 2023.[17]